# Potrero Viejo
Potrero Viejo är en ort i Mexiko.   Den ligger i kommunen San Lucas Ojitlán och delstaten Oaxaca, i den sydöstra delen av landet, 300 km sydost om huvudstaden Mexico City. Potrero Viejo ligger 96 meter över havet och antalet invånare är 127.
Terrängen runt Potrero Viejo är huvudsakligen kuperad, men åt sydväst är den bergig. Runt Potrero Viejo är det ganska glesbefolkat, med 38 invånare per kvadratkilometer. Närmaste större samhälle är San Juan Bautista Valle Nacional, 18,8 km söder om Potrero Viejo. I omgivningarna runt Potrero Viejo växer i huvudsak städsegrön lövskog.